# The Pokémon Company

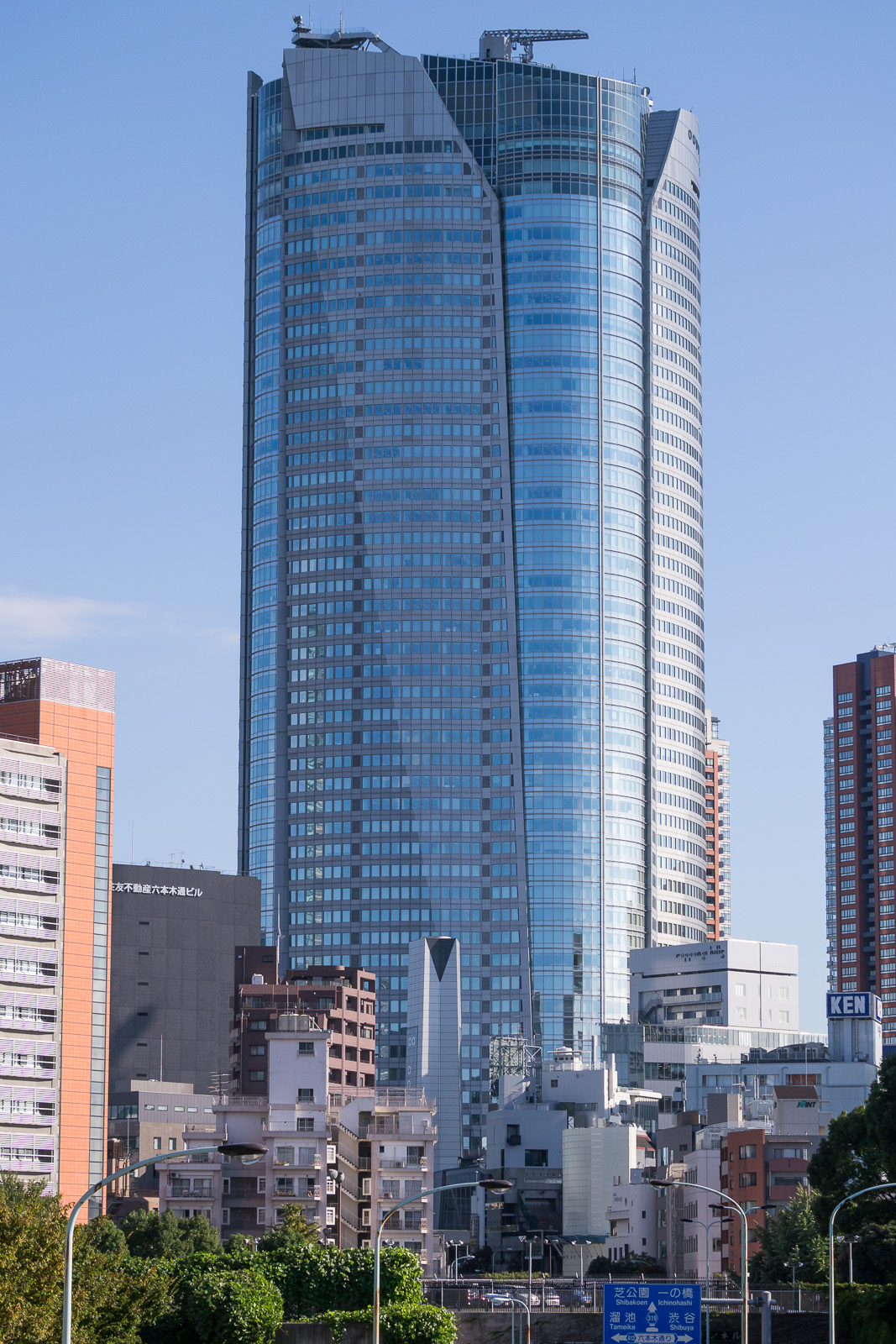
The-Pokémon-Company-Hauptquartier

The Pokémon Company (jap. 株式会社ポケモン, Kabushiki-gaisha Pokemon) ist ein japanisches Joint Venture von Nintendo, Creatures und Game Freak und wurde im April 1998 als Pokémon Center Co., Ltd. zur Marken- und Lizenzverwaltung für das Pokémon-Franchise gegründet. 2000 erfolgte eine Umbenennung in The Pokémon Company.

## Geschichte
Das Unternehmen trat erstmals 1998 mit der Gründung eines Pokémon-Centers in Tokyo in Erscheinung, bevor die Marke Pokémon, Ltd. im Jahr 2000 eingeführt wurde. Seither ist The Pokémon Company für die Lizenzierung und Vermarktung der Titel verantwortlich. Seit 2001 wird in den Copyright-Angaben nahezu aller lizenzierten Pokémon-Produkte neben © Nintendo, © Creatures, Inc. und © GAME FREAK inc. auch © Pokémon genannt.
Im Jahr 2009 führte das Unternehmen die regionalen Zweige Pokémon USA und Pokémon UK zur The Pokémon Company International zusammen.
Im Jahr 2011 rief The Pokémon Company im Rahmen ihrer CSR-Aktivität die Initiative Pokémon With You ins Leben, die Unterstützung für Betroffene der Tōhoku-Erdbeben 2011, insbesondere für Kinder, zu leisten.

## Organisation
Die Pokémon Company arbeitet je nach Region über Tochtergesellschaften wie Pokémon Korea, Pokémon Shanghai usw. Für Länder außerhalb Asiens ist heute größtenteils der Zweig The Pokémon Company International zuständig.
Seit März 2022 gibt es die Stiftung Pokémon With You Foundation, die für unterstützende Maßnahmen für den Wiederaufbau in der Tōhoku-Region zuständig ist.

## Veröffentlichungen

### Spiele

#### Hauptserie
- ポケットモンスター 赤・緑 (Pocket Monsters Aka & Midori; Taschenmonster Rot & Grün) (1996)
- ポケットモンスター 青 (Pocket Monsters Ao; Taschenmonster Blau) (1996)
- Pokémon Rote und Blaue Edition (1998–1999)
- Pokémon Special Pikachu Edition: Gelbe Edition (1998–2000)
- Pokémon Goldene und Silberne Edition (1999–2001)
- Pokémon Kristall-Edition (2000–2001)
- Pokémon Rubin- und Saphir-Edition (2002–2003)
- Pokémon Feuerrote und Blattgrüne Edition (2004)
- Pokémon Smaragd-Edition (2004–2005)
- Pokémon Diamant- und Perl-Edition (2006–2007)
- Pokémon Platin-Edition (2008–2009)
- Pokémon HeartGold und SoulSilver (2009–2010)
- Pokémon Schwarze und Weiße Edition (2010–2011)
- Pokémon Schwarz 2 und Weiss 2 (2012)
- Pokémon X und Y (2013)
- Pokémon Omega Rubin und Alpha Saphir (2014)
- Pokémon Sonne und Mond (2016)
- Pokémon Ultrasonne und Ultramond (2017)
- Pokémon: Let’s Go, Pikachu! und Let’s Go, Evoli! (2018)
- Pokémon Schwert und Schild (2019)
- Pokémon Strahlender Diamant und Leuchtende Perle (2021)
- Pokémon-Legenden: Arceus (2022)
- Pokémon Karmesin und Purpur (2022)

#### Mystery-Dungeon-Serie
- Pokémon Mystery Dungeon: Team Rot und Team Blau (2005)
- Pokémon Mystery Dungeon: Erkundungsteam Zeit und Erkundungsteam Dunkelheit (2007)
- Pokémon Mystery Dungeon: Erkundungsteam Himmel (2009)
- ポケモン不思議のダンジョン すすめ！炎の冒険団／いくぞ！嵐の冒険団／めざせ！光の冒険団 (Pokémon Mystery Dungeon: Susume! Honō no Bōkendan / Ikuzo! Arashi no Bōkendan / Mezase! Hikari no Bōkendan) (2009)
- Pokémon Mystery Dungeon: Portale in die Unendlichkeit (2012)
- Pokémon Super Mystery Dungeon (2016)
- Pokémon Mystery Dungeon: Retterteam DX (2020)

#### Ranger-Serie
- Pokémon Ranger (2006)
- Pokémon Ranger – Finsternis über Almia (2008)
- Pokémon Ranger – Spuren des Lichts (2010)

#### Ableger
- ポケモンスタジアム (Pokémon Stadium) (1998)
- Pokémon Trading Card Game (1998)
- Pokémon Pinball (1999)
- Pokémon Stadium (1999)
- Pokémon Puzzle League (2000)
- Pikachu Genki Dechuu (1998)
- Pokémon Snap (1999)
- Pokémon Puzzle Challenge (2000)
- Pokémon Trading Card Game 2 (2001)
- Pokémon Stadium 2 (2000)
- Pokémon Mini (2001)
- Pokémon Pinball Rubin und Saphir (2003)
- Pokémon Channel (2003)
- Pokémon Box: Rubin und Saphir (2003)
- Pokémon Colosseum (2003)
- Pokémon XD: Der dunkle Sturm (2005)
- Pokémon Dash (2004)
- Pokémon Link! (2005)
- Pokémon Tsuri Taikai DS (2005)
- Pokémon Battle Revolution (2006)
- My Pokémon Ranch (2008)
- Pokémon Rumble (2009)
- PokéPark Wii: Pikachus großes Abenteuer (2009)
- Lernen mit Pokémon: Tasten-Abenteuer (2011)
- Pokédex 3D (2011)
- Pokédex 3D Pro (2012)
- Pokémon Conquest (2012)
- Pokémon Card Game Asobikata DS (2011)
- Pokémon Ie Tap? (2011)
- Pokémon Traumradar (2012)
- PokéPark 2: Die Dimension der Wünsche (2011)
- Super Pokémon Rumble (2011)
- Pokémon Scramble U (2013)
- Pokémon TRETTA Lab. for Nintendo 3DS (2013)
- Pokémon Shuffle Mobile (2015)
- Pokémon Tekken (2016)
- Pokémon Go (2016)
- Pokémon Tekken DX (2017)
- Meisterdetektiv Pikachu (2018)
- Pokémon Quest (2018)

### Anime

#### Serien
- Pokémon (seit 1997)
- Poketto Monsutā Saido Sutōrī (ポケットモンスター サイドストーリー, engl. Nebentitel Pocket Monsters Side Stories)
- Pokémon Chronicles (1998 bis 2004 — Erstausstrahlung: 2005 (GB) bzw. 2006 (USA))

#### Filme
- Pokémon Der Film – Mewtu gegen Mew (1998)
- Pokémon – Die Macht des Einzelnen (1999)
- Pokémon – Im Bann der Icognito (2000)
- Pokémon – Die zeitlose Begegnung (2001)
- Pokémon Heroes – Der Film (2002)
- Pokémon – Jirachi: Wishmaker (2003)
- Pokémon – Destiny Deoxys (2004)
- Pokémon – Lucario und das Geheimnis von Mew (2005)
- Pokémon Ranger und der Tempel des Meeres (2006)
- Pokémon – Der Aufstieg von Darkrai (2007)
- Pokémon – Giratina und der Himmelsritter (2008)
- Pokémon – Arceus und das Juwel des Lebens (2009)
- Pokémon – Zoroark: Meister der Illusionen (2010)
- Pokémon – Der Film: Schwarz - Victini und Reshiram / Pokémon – Der Film: Weiß - Victini und Zekrom (2011)
- Pokémon – Der Film: Kyurem gegen den Ritter der Redlichkeit (2012)
- Pokémon – Der Film: Genesect und die wiedererwachte Legende (2013)
- Pokémon – Der Film: Diancie und der Kokon der Zerstörung (2015)
- Pokémon – Der Film: Hoopa und der Kampf der Geschichte (2016)

#### TV-SpecialsundOVAs
- Pokémon: Das Superhirn der Mirage-Pokémon (engl. Pokémon: The Mastermind of Mirage Pokémon)
- Pokémon: Mewtu kehrt zurück (jap. ポケットモンスター ミュウツー! 我ハココニ在リ; engl. Pokémon: Mewtwo Returns)
- Pokémon Mystery Dungeon: Team Flinke Freunde
- Pokémon Mystery Dungeon: Erkundungsteams Zeit und Dunkelheit
- Pokémon Mystery Dungeon: Erkundungsteam Himmel – Jenseits von Zeit und Dunkelheit